# Elith Pio
Viggo Elith William Pio (Copenaghen, 3 luglio 1887 – Bistrup, 10 febbraio 1983) è stato un attore danese.

## Biografia
Pio era figlio dell'attore e regista William Pio (1850-1909) e dell'attrice Anna Henriette Winsløw (1859-1913). L'attore Carl Winsløw era suo nonno.
Egli debuttò a teatro nel 1907 con la compagnia di Peter Fjelstrup. Fu poi legato a diversi istituzioni teatrali, fino a quando nel 1931 entrò in forza al Teatro reale danese di Copenaghen, al quale rimase fedele fino al suo ritiro dalle scene nel 1974. Fra i suoi ruoli si ricordano quello di Aristofane in En Sjæl efter Døden di Heiberg, quelli del dottor Relling e del  vecchio Ekdal nel L'anitra selvatica, del ciambellano in La lega dei giovani, entrambi di Ibsen, nonché il ruolo di Hugo in Indenfor murene di Henri Nathansen.  
Pio ebbe il suo debutto cinematografico nel 1908 per la casa di produzione Nordisk Film, fu in seguito ingaggiato per diverse stagioni da Søren Nielsen alla Filmfabrikken Skandinavien, e lavorò anche con registi del calibro di Benjamin Christensen e Carl Theodor Dreyer per una serie di film muti (circa sessanta), prima di prendere parte nel 1931 al suo primo film sonoro, Hotel Paradis, nel quale impersonava Fridolin. Ha ricoperto il ruolo del pubblico ministero nel film Soldaten og Jenny (versione cinematografica di Brudstykker af et Mønster di Carl Erik Martin Soya), del 1947, con Poul Reichhardt og Bodil Kjer. Pio ha interpretato in seguito una trentina di film sonori, l'ultimo dei quali, Manden der tænkte ting con John Price è stato in concorso al Festival di Cannes.
È stato inoltre particolarmente noto per la sua partecipazione a svariati drammi radiofonici. Da ricordare è anche il ruolo del console nella serie TV Livsens ondskab del 1972.
Elith Pio si è sposato il 23 ottobre 1912 con Soffy Marie Eleonore Christensen (1892 – 1982). La coppia ha avuto tre figli, John Pio (1912-1999), il disegnatore Palle Pio (1917-1998), e il regista Per Pio (1920-2003). 
Pio è sepolto al cimitero Assistens og Søholm Kirkegård di Birkerød.

## Onorificenze
Pio è stato nominato nel 1939 cavaliere dell'Ordine del Dannebrog, del quale ha ricevuto la medaglia Dannebrogordenens Hæderstegn nel 1949; nel 1971 gli è stata assegnata la medaglia Ingenio et arti della monarchia danese.

## Filmografia (parziale)
- En kvine af folket, cortometraggio, regista sconosciuto (1909)
- Grevinde X, cortometraggio, regia di Viggo Larsen (1909)
- Paul Wangs Skæbne, cortometraggio, regia di Viggo Larsen (1909)
- Den store Gevinst, cortometraggio, regista sconosciuto (1909)
- Den graa dame, cortometraggio, regia di Viggo Larsen (1909)
- Barnet, cortometraggio, regista sconosciuto (1909)
- Droske 519, cortometraggio, regista sconosciuto (1909)
- Dr. Gar el Hama, regia di Eduard Schnedler-Sørensen (1911)
- Den forsvundne Mona Lisa, cortometraggio, regia di Eduard Schnedler-Sørensen (1911)
- Det mørke punkt, regia di August Blom (1911)
- Det gale Pensionat, cortometraggio, regista sconosciuto (1911)
- Gadeoriginalen, cortometraggio, regia di August Blom (1911)
- Fodsporet, regista sconosciuto (1912)
- Kærlighed og venskab, regia di Eduard Schnedler-Sørensen (1912)
- Gud Raader, regista sconosciuto (1912)
- Livets baal, regia di Eduard Schnedler-Sørensen (1912)
- Det gamle Købmandshus, regia di August Blom (1912)
- Lynstraalen, regia di Robert Dinesen (1912)
- Den kvindelige spion fra Balkan, regista sconosciuto (1912)
- Blodhævnen, regista sconosciuto (1913)
- Den røde Hertugregista sconosciuto (1913)
- Under det sorte flag, regista sconosciuto (1913)
- Den sidste rose, regista sconosciuto (1913)
- Frest fra forbydelsens vej, regista sconosciuto (1913)
- Slægtens sidste, regista sconosciuto (1913)
- Rovfuglens sidste bytte, regista sconosciuto (1913)
- Mara-onga, regista sconosciuto (1914)
- Krigens ofre, regista sconosciuto (1914)
- Den dødes forbandelse, regista sconosciuto (1914)
- Den moderne Messalina, regista sconosciuto (1914)
- Hjertet, der brast, regista sconosciuto (1914)
- Da skomager Fischer gik paa maskerade, cortometraggio, regista sconosciuto (1915)
- Doktor Lucas, regista sconosciuto (1915)
- Hævnens nat, regia di Benjamin Christensen (1916)
- Guldkværnen, regista sconosciuto (1916)
- Mysteriet Blackville, regia di Aage Brandt (1917)
- Det store mørke, regista sconosciuto (1917)
- Den farlige leg, regista sconosciuto (1917)
- Mod Lyset, regia di Holger-Madsen (1919)
- Præsidenten, regia di Carl Theodor Dreyer (1919)
- Hendes fortid, regia di Fritz Magnussen (1921)
- Pagine dal libro di Satana (Blade af Satans bog), regia di Carl Theodor Dreyer (1922)
- La stregoneria attraverso i secoli (Häxan), regia di Benjamin Christensen (1922)
- Hotel Paradis, regia di George Schnéevoigt (1931)
- Kirke og orgel, regia di George Schnéevoigt (1932)
- Tango, regia di George Schnéevoigt (1933)
- Kongen bød, regia di Svend Methling (1938)
- Et skud før midnat, regia di Arne Weel (1942)
- Forellen, regia di Emanuel Gregers (1942)
- Tordenskjold går i land, regia di George Schnéevoig  (1942)
- Vi kunne ha' det så rart, regia di Christen Jul e Mogens Skot-Hansen (1942)
- Thi kendes for ret, regia di Mogens Skot-Hansen (1942)
- Alt for karrieren, regia di Emanuel Gregers (1943)
- Drama på slottet, regia di Bodil Ipsen (1943)
- Kriminalassistent Bloch, regia di Grete Frische e Poul Bang (1943)
- Når man kun er ung, regia di Bjarne Henning.Jensen (1943)
- Som du vil ha' mig, regia di Johan Jacobsen (1943)
- Otte akkorder, regia di Johan Jacobsen  (1944)
- Biskoppen, regia di Emanuel Gregers  (1944)
- Affæren Birte, regia di Lau Lauritzen Jr. e Alice O'Fredericks  (1945)
- Mens sagføreren sover, regia di Johan Jacobsen (1945)
- Ta', hvad du vil ha', regia di Ole Palsbo (1947)
- Soldaten og Jenny, regia di Johan Jacobsen (1947)
- Det tabte paradis, regia di Luciano Emmer (1948)
- Se, cortometraggio documentario, regia di Svend Aage Lorentz (1948)
- For frihed og ret, regia di Svend Methling (1949)
- Den opvakte jomfru, regia di Alice O'Fredericks  (1950)
- Familien Schmidt, regia di Ole Palsbo (1951)
- Aften, cortometraggio TV, regia di Gabriel Axel (1952)
- Sønnen, regia di Torben Anton Svendsen (1953)
- Kong Renés datter, film TV, regia di Gabriel Axel (1953)
- En svanesang, cortometraggio TV regia di Gabriel Axel (1954)
- Scapins gavtyvestreger, mediometraggio TV, regia di Gabriel Axel (1954)
- I sandhed en held, film TV regia di Edvin Tiemroth (1955)
- Enden på begyndelse, cortometraggio TV, regia di Søren Melson (1955)
- Ole Lukøje, film TV, regia di Svend Aage Lorentz (1955)
- Spillerne, film TV, regia di Ole Walbom (1956)
- De 22 år, cortometraggio TV, regia di Edvin Tiemroth (1956)
- En mindefest, film TV, regia di Gabriel Axel (1956)
- Svend, Knud og Valdemar, film TV regia di Ole Walbom (1956)
- Tre op og een i mente, film TV, regia di Hans-Henrik Krause (1956)
- Kærlighed mod betaling, regia di Arthur Maria Rabenalt (1957)
- Det tvungne giftermål, film TV, regia di Gabriel Axel (1957)
- Flyvende sommer, film TV, regia di Jørn Jeppesen (1957)
- Borgersind, mediometraggio TV, regia di Ole Walbom (1957)
- Eventyr på fodrejsen, film TV, regia di Ole Walbom (1958)
- Barberen i Sevilla, film TV, regia di Ole Walbom (1958)
- Politimesteren er en flink fyr, cortometraggio TV, regia di Hans-Henrik Krause  (1958)
- Den skårede krukken, film TV, regia di Bjørn Watt-Boolsen (1958)
- Hr. Badin, cortometraggio TV, regia di Hans-Henrik Krause (1958)
- Græsenkemanden, cortometraggio TV, regia di Ole Walbom (1958)
- Glas, cortometraggio documentario, regia di Ole Berggreen (1959)
- Pas på malingen, film TV, regia di Ole Walbom (1959)
- I rosenlænker, cortometraggio TV,  regia di Ole Walbom (1959)
- Vintersolhverv, film TV, regia di Edvin Tiemroth (1959)
- Eventyrrejsen, regia di Ole Berggreen (1960)
- Præsten i Vejlby, film TV, regia di Palle Kjærulff-Schmidt (1960)
- Magi, film TV, regia di Edvin Tiemroth  (1960)
- Sandhedens hævn, film TV, regia di Erling Schroeder (1960)
- Du skønne ungdom, film TV, regia di Kai Wilton (1960)
- Ullabella, regia di Ole Walbom (1961)
- Løgn og løvebrøl, regia di Peer Guldbrandsen (1961)
- Axel og Valborg, film TV, regia di Torben Anton Svendsen (1961)
- Løgnhalsen, regia di Palle Kjærulff-Schmidt (1961)
- Ødipus, film TV, regia di Edvin Tiemroth (1961)
- Duellen, regia di Knud Leif Thomsen (1962)
- Recensenten od dyret, film TV, regia di Palle Skibelund (1962)
- Nytårsspil 1962, cortometraggio TV, regia di Torben Anton Svendsen (1962)
- Skyggen af en helt, film TV, regia di  Hans-Henrik Krause (1963)
- Tine, regia di Knud Leif Thomsen  (1964)
- Wilde West, film TV, regia di Clara Østø (1965)
- Dyden går amok, regia di Svend Methling (1966)
- Vildanden, film TV, regia di Pål Løkkeberg (1966)
- Anklage mod ukendt, film TV, regia di Edvin Tiemroth (1966)
- Undtagelsen og regler, mediometraggio TV, regia di Preben Harris (1967)
- I sandhed en held, film TV, regia di Edvin Tiemroth (1967)
- Det er ikke til a bære, film TV, regia di Preben Harris (1968)
- Spøgelsessonaten, film TV, regia di Leon Feder (1968)
- Manden der tænkte ting, regia di Jens Ravn (1969)
- Frøken Rosita – Blomsternes sprog, film TV, regia di Leon Feder (1970)
- Samtalen om natten i København, mediometraggio TV, regia di Kaspar Rostrup (1970)
- Rundt om Selma, film TV, regia di Palle Kjærulff-Schmidt (1971)
- Livsens ondskab, serie TV, regia di Palle Skibelund (1972)
- På vej til Hilda, mediometraggio TV, regia di Carlo M. Pedersen (1972)
- Den sårede filoktet, film TV, regia di Tom O'Horgan (1974)
- Barselstuen, film TV, regia di John Price (1976)